# Algeriet vid världsmästerskapen i friidrott 2023
Algeriet tävlade vid världsmästerskapen i friidrott 2023 i Budapest i Ungern mellan den 19 och 27 augusti 2023.

## Resultat
Algeriets trupp bestod av 10 idrottare.

### Herrar
Gång- och löpgrenar
| Idrottare           | Gren           | Försöksheat | Försöksheat | Semifinal        | Semifinal        | Final            | Final            |
| Idrottare           | Gren           | Resultat    | Placering   | Resultat         | Placering        | Resultat         | Placering        |
| ------------------- | -------------- | ----------- | ----------- | ---------------- | ---------------- | ---------------- | ---------------- |
| Mohamed Ali Gouaned | 800 meter      | 1.49,16     | 6           | Gick inte vidare | Gick inte vidare | Gick inte vidare | Gick inte vidare |
| Slimane Moula       | 800 meter      | 1.45,76     | 3 Q         | 1.43,93          | 1 Q              | 1.44,95          | 5                |
| Djamel Sedjati      | 800 meter      | 1.47,87     | 2 Q         | 1.44,49          | 2 Q              | 0DSQ0            | 0DSQ0            |
| Salim Keddar        | 1 500 meter    | 3.35,17     | 8           | Gick inte vidare | Gick inte vidare | Gick inte vidare | Gick inte vidare |
| Amine Bouanani      | 110 meter häck | 13,90       | 8           | Gick inte vidare | Gick inte vidare | Gick inte vidare | Gick inte vidare |
| Abdelmalik Lahoulou | 400 meter häck | 0DNF0       | 0DNF0       | Gick inte vidare | Gick inte vidare | Gick inte vidare | Gick inte vidare |

Teknikgrenar
| Hichem Bouhanoun | Höjdhopp | 2,14  | 32  | Gick inte vidare | Gick inte vidare | Gick inte vidare | Gick inte vidare |
| Yasser Triki     | Tresteg  | 16,95 | 6 q | 17,01            | 5                |                  |                  |

Mångkamp – Tiokamp
| Idrottare      | Gren     | 100 m      | Längd | Kula       | Höjd  | 400 m | 110 m häck | Diskus | Stav  | Spjut | 1 500 m | Totalt | Placering |
| -------------- | -------- | ---------- | ----- | ---------- | ----- | ----- | ---------- | ------ | ----- | ----- | ------- | ------ | --------- |
| Larbi Bourrada | Resultat | 11,01 0SB0 | 7,09  | 12,44 0SB0 | 0DNF0 | 0DNF0 | 0DNF0      | 0DNF0  | 0DNF0 | 0DNF0 | 0DNF0   | 0DNF0  | 0DNF0     |
| Larbi Bourrada | Poäng    | 858        | 835   | 633        | 0DNF0 | 0DNF0 | 0DNF0      | 0DNF0  | 0DNF0 | 0DNF0 | 0DNF0   | 0DNF0  | 0DNF0     |

### Damer
Gång- och löpgrenar
| Idrottare      | Gren    | Final    | Final     |
| Idrottare      | Gren    | Resultat | Placering |
| -------------- | ------- | -------- | --------- |
| Amina Bettiche | Maraton | 0DNF0    | 0DNF0     |